# Richard Gilliland
Richard Morris Gilliland (* 23. Januar 1950 in Fort Worth, Texas; † 18. März 2021 in Los Angeles, Kalifornien) war ein US-amerikanischer Schauspieler. Er war in über 80 Film- und Fernsehproduktionen zu sehen.

## Leben und Karriere
Richard Gilliland wurde 1950 im texanischen Fort Worth geboren und war seit 1974 als Schauspieler aktiv. Seine erste Rolle spielte er in dem Fernsehfilm Unwed Father. Von 1976 bis 1977 war er als Sgt. Steve DiMaggio in der Serie McMillan & Wife zu sehen und übernahm zur selben Zeit auch die Rolle des Lt. Nick Holden in der Serie Einsatz Petticoat, die auf dem Film Unternehmen Petticoat aus dem Jahr 1959 basiert. 1989 war er wiederkehrend als Tom Stafford in Heartland zu sehen. Zuvor spielte er in Mann muss nicht sein die Rolle des J.D. Shackleford.
Neben seinen Seriennebenrollen war Gilliland auch regelmäßig in Gastrollen zu sehen, dazu zählten etwa Die Straßen von San Francisco, Trapper John, M.D., Die Waltons, Fantasy Island, Hotel, Chefarzt Dr. Westphall, Hunter, Mord ist ihr Hobby, Jake und McCabe – Durch dick und dünn, Batman, Ein Hauch von Himmel, Dark Skies – Tödliche Bedrohung, Allein gegen die Zukunft, Party of Five, Für alle Fälle Amy, Die himmlische Joan, Crossing Jordan – Pathologin mit Profil, 24, The Unit – Eine Frage der Ehre, Dexter, Desperate Housewives, Torchwood, Scandal und Criminal Minds.
Zu seinen Filmauftritten zählten Produktionen wie Feuerkäfer, Mr. Universum, Der weiße Büffel und Die unglaubliche Reise in einem verrückten Raumschiff.
Von 1975 bis 1984 war Gilliland mit der Drehbuchautorin Lindsay Harrison verheiratet. 1987 heiratete er die Schauspielerin Jean Smart. Sie haben einen Sohn, der 1989 geboren wurde und einen 2008 in China geborenen Adoptivsohn, den sie 2009 adoptiert haben.
Richard Gilliland starb im März 2021 im Alter von 71 Jahren in Los Angeles.

## Filmografie (Auswahl)
- 1974: Unwed Father (Fernsehfilm)
- 1974: Die Straßen von San Francisco (The Streets of San Francisco, Fernsehserie, Episode 3x05)
- 1974: Medical Center (Fernsehserie, Episode 6x10)
- 1975: Feuerkäfer (Bug)
- 1976: Mr. Universum (Stay Hungry)
- 1976: Bumpers Revier (The Blue Knight, Fernsehserie, Episode 2x03)
- 1976–1977: McMillan & Wife (Fernsehserie, 6 Episoden)
- 1977: Der weiße Büffel (The White Buffalo)
- 1977: Visions (Fernsehserie, Episode 2x08)
- 1977–1978: Einsatz Petticoat (Operation Petticoat, Fernsehserie, 23 Episoden)
- 1978: Little Women (Fernsehfilm)
- 1978: Trapper John, M.D. (Fernsehserie, Episode 1x06)
- 1978–1985: Love Boat (Fernsehserie, 5 Episoden, verschiedene Rollen)
- 1981: Die Waltons (The Waltons, Fernsehserie, 2 Episoden)
- 1981–1983: Fantasy Island (Fernsehserie, 2 Episoden)
- 1982: Die unglaubliche Reise in einem verrückten Raumschiff (Airplane II: The Sequel)
- 1983: Just Our Luck (Fernsehserie, 13 Episoden)
- 1985: Embassy (Fernsehfilm)
- 1985: Hotel (Fernsehserie, Episode 2x24)
- 1985: Chefarzt Dr. Westphall (St. Elsewhere, Fernsehserie, Episode 4x10)
- 1986: Mary (Fernsehserie, Episode 1x07)
- 1986: Eine total verrückte Formel (Happy Hour)
- 1986–1991: Mann muss nicht sein (Disigning Women, Fernsehserie, 14 Episoden)
- 1987: Hunter (Fernsehserie, Episode 4x09)
- 1987: The Hogan-Clan (Valerie, Fernsehserie, Episode 3x11)
- 1988: Police Story: Ein Haus voll Polizisten (Police Story: Monster Manor, Fernsehfilm)
- 1989: Herzschlag des Lebens – Göttinnen in Weiß (Heartbeat, Fernsehserie, Episode 2x04)
- 1989: Heartland (Fernsehserie, 10 Episoden)
- 1989: Escape
- 1989–1990: Christine Cromwell (Fernsehserie, 2 Episoden)
- 1989–1990: Die besten Jahre (Thirtysomething, Fernsehserie, 7 Episoden)
- 1990: Die Axtmörderin (A Killing in a Small Town, Fernsehfilm)
- 1991: Equal Justice (Fernsehserie, Episode 2x07)
- 1991–1993: Mord ist ihr Hobby (Murder, She Wrote, Fernsehserie, 2 Episoden)
- 1991–1995: Matlock (Fernsehserie, 3 Episoden)
- 1992: Jake und McCabe – Durch dick und dünn (Jake and the Fatman, Fernsehserie, Episode 5x15)
- 1992: Batman (Fernsehserie, Episode 1x20, Stimme)
- 1993: Missbraucht (Not in My Family, Fernsehfilm)
- 1994: Winnetka Road (Fernsehserie, 2 Episoden)
- 1994: Unter Verdacht – Der korrupte Polizist (Under Suspicion, Fernsehserie, 2 Episoden)
- 1996: Der Triebtäter – Eine Stadt in Angst (The Man Next Door, Fernsehfilm)
- 1996: Ein Hauch von Himmel (Touched by An Angel, Fernsehserie, Episode 3x09)
- 1996: Dark Skies – Tödliche Bedrohung (Dark Skies, Fernsehserie, 2 Episoden)
- 1996: Playing Dangerous 2
- 1997: Allein gegen die Zukunft (Early Edition, Fernsehserie, Episode 2x05)
- 1997: Star Kid
- 1997–1998: Party of Five (Fernsehserie, 3 Episoden)
- 1998: Brooklyn South (Fernsehserie, Episode 1x12)
- 2000: Für alle Fälle Amy (Judging Amy, Fernsehserie, Episode 1x12)
- 2001: Becker (Fernsehserie, Episode 3x19)
- 2002: Home Room
- 2002: Vampire Clan
- 2003–2004: Die himmlische Joan (Joan of Arcadia, Fernsehserie, 2 Episoden)
- 2004: Crossing Jordan – Pathologin mit Profil (Crossing Jordan, Fernsehserie, Episode 4x03)
- 2006: 24 (Fernsehserie, Episode 5x20)
- 2007: The Unit – Eine Frage der Ehre (The Unit, Fernsehserie, Episode 3x04)
- 2008, 2014: CSI: Vegas (CSI: Crime Scene Investigation, Fernsehserie, 2 Episoden, verschiedene Rollen)
- 2009: Dexter (Fernsehserie, Episode 4x02)
- 2010: Desperate Housewives (Fernsehserie, 2 Episoden)
- 2011: Torchwood (Fernsehserie, Episode 4x03)
- 2012: Scandal (Fernsehserie, Episode 2x06)
- 2013: Nennt mich verrückt! (Call Me Crazy: A Five Film, Fernsehfilm)
- 2014: Parts Per Billion
- 2017: Criminal Minds (Fernsehserie, Episode 13x09)
- 2017–2018: Imposters (Fernsehserie, 4 Episoden)
- 2020: Case 347